# Павел Христов (духовник)
Павел Христов или Кристоф Порталие (на френски: Christophe Portalier) е католически свещеник, успенец.

## Биография
Роден е на 7 ноември 1864 година във Флорак, в департамента Лозер, Франция, със светското име Пол Порталие (Paul Portalier). Започва да учи в колежа на успенците в град Виган през 1879 година. На 2 октомври 1881 година се замонашва под името Кристоф.
След даване на вечните обети на 2 октомври 1883 година е изпратен в Цариград, където работи 4 години като помощник на отец Мобо, отговорен за организирането на мисия на успенците в столицата на Османската империя. През септември 1887 година започва да учи богословие в католическия институт в Париж. След това е изпратен като преподавател по философия в колежа „Свети Августин“ в Пловдив, където е ръкоположен за свещеник на 22 декември 1888 г. През 1890 година е назначен за директор на нисшата семинария в Цариград. От 1892 година отново работи в колежа в Пловдив, от 1900 година – в семинарията в Караагач, където възприема източнокатолическия обред. Междувременно усвоява българския език до такава степен, че свободно си служи с него писмено и говоримо, а учениците и енориашите го възприемат като свой сънародник. В българските документи той е записан като Павел Христов.
През 1902 година е енорийски свещеник в енорията „Възнесение Господне“ в Пловдив, а през 1903 г. е назначен в католическата мисия в Сливен, където остава една година. След това става генерален викарий на епископ Михаил Петков, който го издига за архимандрит. По време на Балканската война живее в обсъдения Одрин.
В 1914 година след ареста на епископ Епифаний Шанов и поемането на Македонския български викариат от епископ Михаил Петков, Павел Христов е назначен от епископ Михаил Петков за отговарящ за македонските униати. През 1915 г. е преместен в София и участва в организирането на енорията „Успение Богородично“ в града. По време на Първата световна война, усърдно помага на католиците-бежанци в София. През 1918 година работи една година в мисията на успенците в Ямбол, след което е отново учител в колежа в Пловдив.
След Първата световна война участва в кампанията за защита на българската кауза в Македония. На 25 ноември 1918 година Временното представителство на обединената бивша ВМОРО го изпраща в Париж, за да участва в дебатите около сключването на мира и да настоява за независима Македония.
През 1925 година е изпратен на лечение в Локарно, Швейцария. Умира през декември 1934 г. в Лорг, Вар, Франция.